# Ken'ichi Mikawa
Kenichi Mikawa (美川憲一, Mikawa Ken'ichi), de son vrai nom Yoshikazu Momose (百瀬由一, Momose Yoshikazu), né le 15 mai 1946 dans la préfecture de Nagano, est un chanteur et interprète japonais du genre enka.

## Biographie

### Enfance
On sait peu de choses des premières années de sa vie. Kenichi Mikawa est certainement le fruit d'une relation passagère de sa mère. Cette dernière contracte la tuberculose alors que l'enfant a deux ans. Face aux complications de la maladie, il est alors recueilli dans la famille de sa tante, un couple sans enfants, qui l'élève comme le leur. Il est choyé et on l'inscrit dès le plus jeune âge à des cours de violon, de dessin ou de danse buyō. Ce n'est qu'au collège qu'il apprend que ces derniers ne sont pas ses parents naturels.
Décidé à devenir artiste, il cesse d'aller au lycée en classe de seconde et s'inscrit à l'école des arts de la Tōhō (東宝芸能学校, Tōhō Geinō Gakkō). En 1964, il remporte la 17e édition du concours jeunes talents de la Daiei.

### Premières années de carrière
Kenichi Mikawa est l'élève de Masao Koga, compositeur et guitariste emblématique de l'ère Shōwa (1926-1989), ayant travaillé entre autres pour des grands noms de la chanson japonaise que sont Hibari Misora ou Ichirō Fujiyama. Kenichi sort à cette même époque son premier titre, Dakedo, dakedo, dakedo (だけどだけどだけど), une chanson du genre kayokyoku adolescent (ja), style musical populaire au début des années 1960, reprenant des thématiques d'amitiés adolescentes ou de premiers amours.
Son nom d'artiste, Mikawa (美川), littéralement « belles rivières », provient de trois rivières dont la Kiso-gawa qui s'écoulent dans la préfecture de Gifu, région d'origine du producteur de Kenichi à l'époque.
En 1966, l'auteur-compositeur Eiyu Usa lui écrit son premier succès, Yanagase Blues (ja), qui se vend à 1 200 000 exemplaires. Ce succès commercial incite Kenichi Mikawa à revoir son genre musical de prédilection, le kayokyoku adolescent, pour se réorienter vers le kayokyoku mélancolique (ja), registre populaire depuis le début des années 1950.
En 1967, il sort Niigata Blues (ja), qui se vend plus modestement mais connaît un succès phénoménal dans les karaokés où la chanson devient pendant quelque temps la plus interprétée par les amateurs.
En 1968, Kushiro no Yoru (ja) (Une nuit à Kushiro) se vend à près de 500 000 exemplaires. La chanson est la deuxième, après Yanagase Blues, à faire l'objet d'une adaptation en film ; Kenichi Mikawa obtient ainsi son deuxième rôle au cinéma. Enfin, Kushiro no Yoru lui permet une consécration : celle de sa première apparition à la dix-neuvième édition de la Kōhaku Uta Gassen, une émission de chant annuelle organisée par la télévision publique NHK.